# Mössingen
Mössingen is een plaats in de Duitse deelstaat Baden-Württemberg, gelegen in het Landkreis Tübingen. De stad telt 20.494 inwoners.

## Geografie
Mössingen heeft een oppervlakte van 50,05 km² en ligt in het zuidwesten van Duitsland.
Ammerbuch ·
Bodelshausen ·
Dettenhausen ·
Dußlingen ·
Gomaringen ·
Hirrlingen ·
Kirchentellinsfurt ·
Kusterdingen ·
Mössingen ·
Nehren ·
Neustetten ·
Ofterdingen ·
Rottenburg am Neckar ·
Starzach ·
Tübingen